# 泉山真奈美
泉山 真奈美（いずみやま まなみ、1963年 - ）は、日本の訳詞家およびブラックミュージックのライター。アルバムの解説と訳詞を中心に、音楽雑誌や英語関係の語学誌等の執筆、アーティスト取材、ラジオ番組の選曲、音楽ビデオやテレビ番組の字幕制作、映画の字幕監修、絵本の翻訳等を手掛ける。原詩の直接の意味にとらわれず、特に直訳では理解することが難しいヒップホップのジャンルにおいて、文化的な背景を注釈に加えての意訳を始めた第一人者。
1963年、青森県生まれ。幼少の頃からFEN（現AFN）を聴いて育つ。鶴見大学英文科在籍中に音楽ライター／訳詞家／翻訳家としてデビュー。洋楽ナンバーの訳詞及び聞き取り、音楽雑誌や語学雑誌への寄稿、TV番組の字幕、映画の字幕監修、絵本の翻訳、CDの解説の傍ら、翻訳学校フェロー・アカデミーの通信講座（マスターコース「訳詞・音楽記事の翻訳」）、通学講座（「リリック英文法」）の講師を務める。

## 著書

### 単著
- 『アフリカン・アメリカン スラング辞典』（研究社、1997年）
- 『DROP THE BOMB!!』（ロッキング・オン、2001年）
- 『泉山真奈美の訳詞講座』（DHC、2003年）
- 『エボニクスの英語』（研究社、2005年）
- 『英詞を味わう 洋楽名曲クロニクル』（三省堂、2015年）

### 共著
- 『ブラック・ミュージック入門』（河出書房新社、2008年、河地依子・高見展と共著）

### 翻訳絵本
- 『やあ、ともだち!』（偕成社、1995年）
- 『オオカミおばさん たべちゃダメ!』（小学館、2002年）
- 『ねこのエレメノピオ』（朔北社、2002年）